# 1935년 튀르키예 총선
1935년 튀르키예 총선은 1935년 2월 8일 튀르키예 전역에서 시행됐다. 당시에는 공화인민당이 튀르키예 국내 유일당으로 있었다.

## 선거 제도
1935년 튀르키예 총선은 1908년 제정된 오스만 제국 선거법에 따라 치러졌다. 오스만 제국 선거법에서는 선거를 두 단계 절차로 시행토록 했고, 1927년 총선도 그에 따라 이루어지게 되었다. 1단계에서는 유권자들이 2차 선거인 (한번은 한 선거구에서 처음 750인을, 그 다음부터는 매 500인씩)을 뽑았다. 2단계에서는 2차 선거인들이 하원의원을 뽑았다.
1934년 선거법 개정에 따라 여성들도 선거에 출마하고 투표할 수 있는 권리를 갖게 되었으며, 투표 가능 연령이 만 18세에서 22세로 올라갔다.

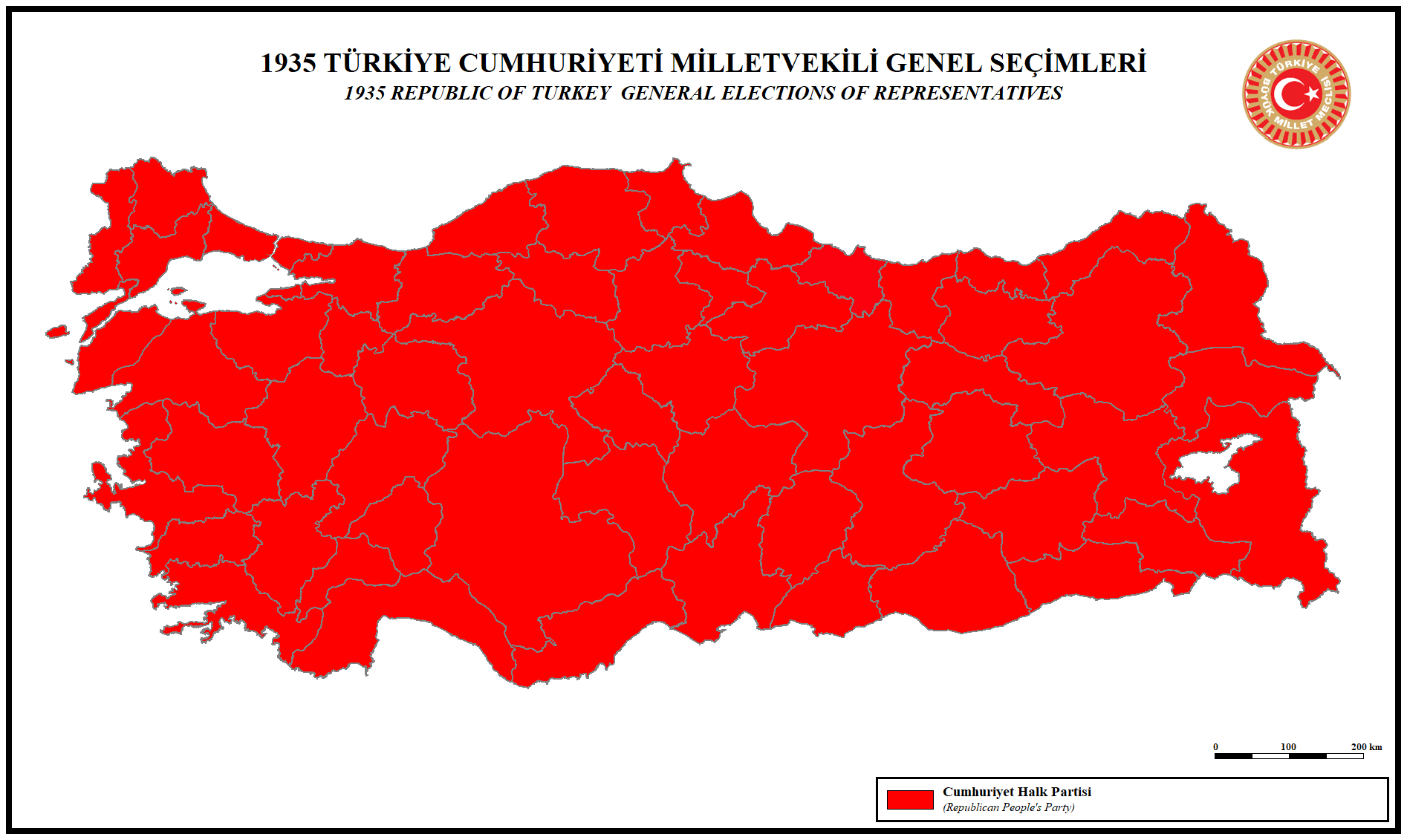